# Eau vive (film)
Pour les articles homonymes, voir Eau vive.
Pour plus de détails, voir Fiche technique et Distribution.
Eau vive est un film français de moyen métrage réalisé par Jean Epstein, sorti en 1939. 

## Synopsis
Les habitants d'un village ont l'intention de vendre leurs maisons et leurs terres en raison de la faiblesse des ressources dont ils disposent. Le passage d'une jeune automobiliste à laquelle ils viennent en aide est l'occasion pour eux de prendre conscience de l'intérêt que présente l'utilisation de l'eau pour assurer le développement de la localité.

## Fiche technique
- Titre : Eau vive
- Réalisation : Jean Epstein
- Scénario : Jean Epstein
- Photographie : Georges Lucas
- Musique : Maurice Jaubert
- Production : Les Films Jean Benoit-Lévy
- Pays de production :  France
- Format : Son mono - Noir et blanc - 35 mm  - 1,37:1
- Durée : 42 minutes
- Date de sortie : 1939[1].

## Distribution
- Florence Page
- Jacques Mancier
- Philippe Richard
- Paul Barge
- Georges Bourden
- André Marnay